# مایکل تالبوت (بازیگر)
مایکل تالبوت (انگلیسی: Michael Talbott؛ زادهٔ ۲ فوریهٔ ۱۹۵۵) هنرپیشه اهل ایالات متحده آمریکا است.
از فیلم‌ها یا برنامه‌های تلویزیونی که وی در آن نقش داشته‌است می‌توان به کری، اولین خون، شکارچی انسان، قهرمان، ماشین‌های مستعمل، احمق در اطراف، اعتراف به گناه و روز یادبود اشاره کرد.